# Guatteria excelsa
Guatteria excelsa är en kirimojaväxtart som beskrevs av Eduard Friedrich Poeppig och Carl Friedrich Philipp von Martius. Guatteria excelsa ingår i släktet Guatteria och familjen kirimojaväxter. IUCN kategoriserar arten globalt som sårbar. Inga underarter finns listade i Catalogue of Life.